# Malú Huacuja del Toro

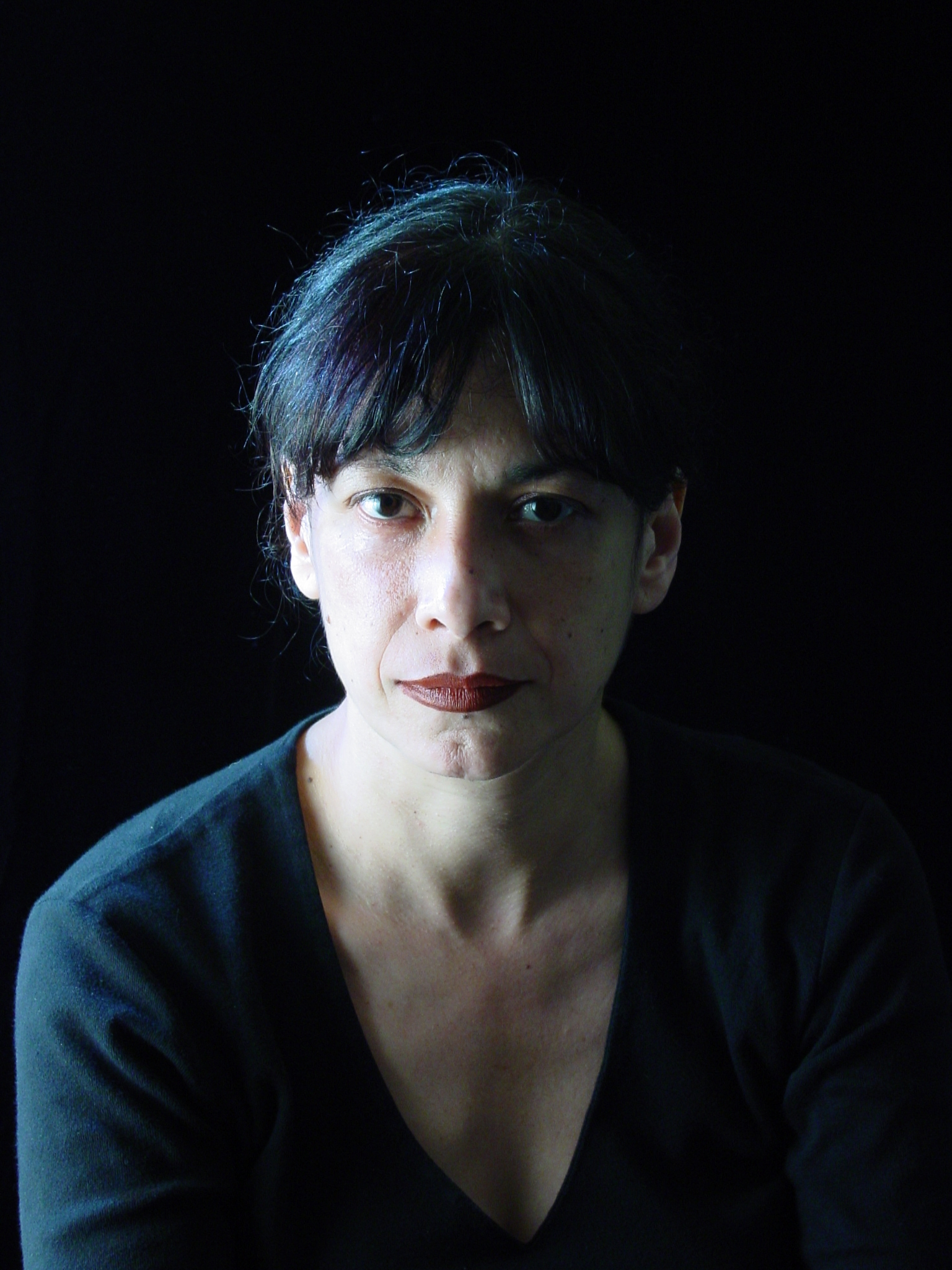
Malú Huacuja del Toro, novelista, dramaturga y guionista

Malú Huacuja del Toro (Ciudad de México, 25 de mayo de 1961) novelista, dramaturga y guionista mexicana. Es la primera escritora de literatura policíaca latinoamericana con sesgo feminista, pionera de las historias protagonizadas por detectives e investigadoras mujeres.

## Biografía
A los 23 años estrenó su primera obra de teatro, Historia de amor, en síntesis. A los 25 años publicó su primera novela, Crimen sin faltas de ortografía, con la que obtuvo un reconocimiento a la mejor obra finalista del Primer Concurso Internacional de Novela Policial Plaza & Janés 1986 (traducida al italiano por la editorial Hobby&Work, y seleccionada por la SEP para el Programa Nacional de Lectura de las escuelas secundarias de México). La primera edición de este libro se agotó en dos meses. 
A los 27 años escribió por entregas su segunda novela Un cadáver llamado Sara, a solicitud del maestro Huberto Batis (suplemento Sábado del periódico Unomásuno, 1988-89).
Su tercera novela, Un Dios para Cordelia (Océano, 1995), fue reeditada por Plaza y Valdés (2004), y grabada como audiolibro por la casa editorial Recorded Books para su distribución en las bibliotecas públicas de Estados Unidos. 
Es también autora de las novelas La lágrima, la gota y el artificio (Ariadna, 2006, versión impresa/Recorded Books, 2007, versión audiolibro. Reeditada por Plaza y Valdés, 2010), La invención del enemigo (Plaza y Valdés, 2008), Crueldad en subasta (Amazon, 2015), y Al final del patriarcado (valoración especial de los XIV Premios Literarios Ediciones Oblicuas, 2021, Barcelona, España) y Todo es personal (Malpaso y Cia, Barcelona, España, 2021). 
Como guionista escribió la primera parodia de las telenovelas comerciales,  Amor por televisión (Imevisión, 1988, dirección de Alejandro Gamboa), y la radionovela policíaca Tirando a matar (Núcleo Radio Mil, 1990, dirección de Lynn Fainchtein), entre otras muchas series, así como historias y libretos para La hora marcada (Televisa, 1989, bajo la dirección de José Luis García Agraz, con las actuaciones estelares de María Rojo y Salvador Sánchez), además de numerosos guiones por encargo para series televisivas como Plaza Sésamo en México, con Germán Dehesa, y Tony Tijuana, con Vicente Leñero y Gerardo de la Torre. Para el cine, fue autora de la historia y guion de la película El Amor de tu Vida, S.A. (dirección de Leticia Venzor, 1997, premio  Ariel a mejor ópera prima y premio del público Festival de Cine Iberoamericano, 1997), y del guion novelado Los artistas de la técnica. Historias íntimas del cine mexicano (Plaza y Valdés, 1997), en tributo a los técnicos del cine. Su guion para la película Rencor tatuado, ahora disponible en Netflix, ganó el apoyo de Fidecine bajo la dirección del multipremiado realizador Julián Hernández .
De 1990 a 1995 trabajó como dramaturga para la directora teatral Jesusa Rodríguez, para quien escribió más de 30 espectáculos de cabaret político y la obra Cielo de abajo o Cabaret Prehispánico (escrita por encargo, basada en investigaciones de Alfredo López Austin), que se presentó en el Festival Europalia 93, en Bélgica, y posteriormente en las ciudades de París, Montevideo y Chicago. Con su obra Los famosos culpables se reabrió en 1996 el teatro Corral de Comedias de SOGEM, bajo la dirección de Julián Pastor. Fue también autora de la obra Un placer contagioso (1998, dirección de Daniel Giménez Cacho) y guionista de varios espectáculos de cantantes populares (Regina Orozco, Eugenia León, Betsy Pecanins). 
Desde 1991 hasta 2005  fue colaboradora de la Sección Cultura del periódico El Financiero (Columnas Cuentos monetarios y Los motivos del desertor). Ha sido también colaboradora de publicaciones como Suplemento dominical de El Sol de México, El Chamuco (primera etapa), Las Horas Extra, El Búho, Viva, La Mosca, Meridiano, Viceversa, Replicante y La Digna Metáfora, entre otras.
Por el contenido de su obra literaria y su labor como editora de prestigiosos periodistas independientes (como los publicados por ella en el libro Salinato Versión 2.0), así como traductora, es ampliamente conocida su postura independiente y crítica a las políticas culturales de los gobiernos de México Archivado el 23 de junio de 2016 en Wayback Machine. desde el sexenio de Miguel de la Madrid hasta el presente, por lo que se ha convertido en una de las principales exponentes de la contracultura feminista mexicana.
Actualmente reside en la ciudad de Nueva York. Escribe en español y en inglés. En inglés, obtuvo un reconocimiento como finalista del Concurso de Narrativa de la revista Arts & Letters en 2002 por su cuento "Diabolical Compassion". Su obra teatral Celebrities Shouldn't Have Children, se estrenó bajo la dirección de Leonard Zelig en el Gene Frankel Theater de la ciudad de Nueva York, en 2004. Su libreto cinematográfico A God for Cordelia (basado en su novela homónima) formó parte de la selección oficial del Female Eye International Film Festival 2015 en Canadá, su obra teatral Gigantic Details fue finalista del concurso New York Screenplay Contest 2015 y su guion Faustus in Hollywood fue nominado en la terna de mejor guion innovador del Female Eye Film Festival 2019, y finalista de los concursos Chicago Screenplay Awards 2020 y Hollywood Jumbo Screenplay Competition 2020. 
Colabora en las publicaciones estadounidenses Alternet y CounterPunch.´
Novelas más recientes: Al final del patriarcado, España, 2021, valoración especial del jurado del XIV Premio Literario Ediciones Oblicuas, Todo es personal, España, 2021, y Las razones menos pensadas (México, 2025).
Reediciones: Heroínas de ficción política: Tres novelas (Amazon, 2024).
Narrativa breve: Herejía contra el ciberespacio (Océano, 1997), Álbum de la obscenidad. Crónicas y relatos sobre la vida y la guerra en Nueva York después del 11 de septiembre de 2001 (Plaza y Valdés, 2002), y Crónicas anticonceptivas (Cuadernos del periódico El Financiero, 2006, y versión teatral de La secuestradora de destinos, 2008, dirección de Rafael Degar) y El suicidio y otros cuentos (Plaza y Valdés, 2013). 

## Obras

### Novela
- Crimen sin faltas de ortografía, México, Plaza y Valdés Editores, 1986, ISBN 970-722-272-7.
- Un cadáver llamado Sara, (1988-1989), publicada por entregas en el suplemento Sábado, del periódico Uno más uno.
- Un Dios para Cordelia, México, Océano, 1995, ISBN 968-6321-15-2; existen tres ediciones posteriores de esta novela, publicadas por Plaza y Valdés.
- La lágrima, la gota y el artificio, México, Ariadna, Col. Los tímpanos de Teseo, vol. 1, 2006, ISBN 970-93094-3-9; existen otras ediciones, publicadas por Plaza y Valdés.
- La invención del enemigo, México, Plaza y Valdés, 2008, ISBN 978-607-402-033-5.
- Crueldad en subasta, México, Plaza y Valdés, 2015, ISBN 978970-722-728-4.
- Al final del patriarcado, España, Ediciones Oblicuas, 2021, ISBN 978-84-18397-49-3.
- Todo es personal, España, Malpaso Ediciones, 2021, ISBN 978-8418-546228
- Las razones menos pensadas, México, Malpaso Ediciones, Col. Salto de Página, 2025,  ISBN: 978-607-8650-14-9

### Narrativa breve
- Herejía contra el ciberespacio (o los destinos del Desertor), México, Océano, 1999, ISBN 970-651-083-4.
- Álbum de la obscenidad. Crónicas y relatos sobre la vida y la guerra en Nueva York después del 11 de septiembre de 2001, México, Plaza y Valdés, 2002, ISBN 970-722-077-5.
- Diabolical compassion (2002)
- Crónicas anticonceptivas, México, El Financiero, 2006, ISBN 968-5678-16-2; contiene los textos: "La secuestradora de destinos", "La orgía maternal", "El velo y la licencia" y "Entre la génesis y el berrinche".
- El suicidio y otros cuentos, México, Plaza y Valdés, 2013, ISBN en trámite. Dividido en dos partes, contiene, en la primera, titulada Cuentos para después de suicidarse: "Ese Hamlet", "La luz negra del suicida" y "El final de la historia"; en la segunda, titulada Crónicas anticonceptivas, incluye: "La secuestradora de destinos" y "Entre la génesis y el berrinche".

### Guion
- Amor por televisión (1988)
- La hora marcada (1989)
- Tirando a matar (1990)
- El amor de tu vida, S.A., México, Plaza y Valdés-Consejo Nacional para la Cultura y las Artes, 1995, ISBN 968-856-429-X / 968-29-8327-4.
- Los artistas de la técnica. Historias íntimas del cine mexicano, México, Imcine-Plaza y Valdés, 1997, ISBN 968-856-543-30
- Rencor tatuado (2016)

### Teatro
- Historia de amor, en síntesis (1984)
- Cielo de abajo (1993)
- Los famosos culpables (1996)
- Un placer contagioso (1998)
- La secuestradora de destinos (2008)
- Celebrities shouldn't have children (2004)